# Rema (cantante)
Rema, pseudonimo di Divine Ikubor (Benin City, 1º maggio 2000), è un cantante e rapper nigeriano, noto a livello internazionale per Calm Down, vincitore dell'MTV Video Music Award al miglior afrobeats..

## Biografia
Ikubor ottiene per la prima volta rilevanza nel 2018, quando un suo freestyle sul brano di D'Prince diventa virale su Instagram. Notato dallo stesso cantante, Ikubor viene invitato a Lagos dove ha modo di firmare un contratto discografico con un'etichetta di proprietà del collega, Jonzing World, e con Marvin Records, major di cui tale etichetta è sussidiaria. Nel 2019 intraprende l'attività discografica con lo pseudonimo di Rema, pubblicando vari singoli e tre EP. Nel 2020 pubblica la raccolta Rema Compilation, oltre a una collaborazione con Becky G nel remix di Dumebi. Sempre nel 2020 la sua musica viene utilizzata come colonna sonora del videogioco FIFA 21.
Nel febbraio 2022 pubblica il singolo Calm Down, che lo porta per la prima volta nelle classifiche di vendita di numerose nazioni, conquistando il successo con piazzamenti in top 10 in Regno Unito, Canada, Portogallo, Francia, Lussemburgo e altri paesi, oltre a raggiungere la vetta in Svizzera, Belgio, Paesi Bassi, India e Medio Oriente. Il video del brano diventa il video afrobeats più rapido di sempre nel raggiungere quota 200 milioni di visualizzazioni su YouTube. Viene successivamente pubblicato un remix ufficiale del brano con la partecipazione di Selena Gomez: questa versione del singolo riesce ad entrare in classifica anche negli Stati Uniti, arrivando a piazzarsi sul podio dopo svariate settimane di permanenza.
Nel marzo 2022 viene pubblicato l'album Rave & Roses, a cui prendono parte artisti come Chris Brown, 6lack e AJ Tracey. In seguito alla pubblicazione dell'album, l'artista esegue un tour mondiale come headliner, avendo modo di esibirsi per la prima volta in Europa e Stati Uniti. Sempre nel 2022 collabora con Jason Derulo nel brano Ayo Girl e con FKA twigs in Jealousy. Nel settembre 2023 l'artista trionfa nella categoria "best afrobeats" agli MTV Video Music Awards.
Heis, il suo secondo LP, è uscito nel luglio 2024 ed è arrivato in cima alla classifica album di undici nazioni secondo l'International Federation of the Phonographic Industry.

## Vita privata
Nel 2008 suo padre Justice Ikubor, membro di rilievo del Partito Democratico Popolare, è stato ritrovato assassinato in una camera d'albergo. In un tweet del 2020, il cantante ha chiesto pubblicamente ai vertici del partito (in quel momento al governo della Nigeria) di giustificare quello che era accaduto a suo padre.

## Stile e influenze musicali
Rema definisce il suo stile come "Afrorave", una versione dell'afrobeats influenzata dalla musica arabica.

## Discografia

### Album in studio
- 2022 – Rave & Roses
- 2024 – Heis

### EP
- 2019 – Rema
- 2019 – Freestyle EP
- 2019 – Bad Commando
- 2023 – Holiday/Reason You
- 2023 – Ravage

### Raccolte
- 2020 – Rema Compilation

### Singoli
- 2019 – Dumebi
- 2019 – Why
- 2019 – Corny
- 2019 – Boulevard
- 2019 – American Love
- 2019 – Spiderman
- 2019 – Trap Out the Submarine
- 2019 – Bad Commando
- 2019 – Lady
- 2019 – Rewind
- 2019 – Spaceship Jocelyn
- 2020 – Dumebi Remix (feat. Becky G)
- 2020 – Beamer (Bad Boys) (con Rvssian)
- 2020 – Rainbow
- 2020 – Fame
- 2020 – Ginger Me
- 2020 – Alien
- 2020 – Woman
- 2020 – Peace of Mind
- 2021 – Bounce
- 2021 – Soundgasm
- 2021 – 44 (feat. Bad Gyal)
- 2022 – Calm Down (solo o con Selena Gomez)
- 2022 – FYN (con AJ Tracey)
- 2022 – Breathe Anthem (con Breathe Music WA e Mani Lapussh)
- 2022 – Only You (con Stany e Offset)
- 2022 – Won Da Mo (con Mavins e Boy Spyce)
- 2023 – Mercedes (con Samba Peuzzi)
- 2023 – Charm
- 2023 – Holiday/Reason You
- 2023 – Hide & Seek (con Stormzy)
- 2023 – Soweto (con Victony, Tempoe e Don Toliver)
- 2023 – Bubalu (con Feid)
- 2023 – Pretty Girl (con Ice Spice)
- 2024 – Benin Boys (con Shallipopi)
- 2024 – Hehehe
- 2024 – Fi kan we kan (con Bnxn)
- 2025 – Baby (Is It a Crime)
- 2025 – Bout U